# Viúva Rica Solteira Não Fica
Viúva Rica Solteira Não Fica é um filme luso-brasileiro, do género comédia de época, realizado por José Fonseca e Costa e escrito por Fonseca e Costa com João Constâncio, José Fanha, Augusto Sobral e Mário de Carvalho.  A longa-metragem é protagonizada por Ana Catarina (interpretada por Bianca Byington), uma aristocrata num ciclo de casamento e viuvez, enquanto se sente dividida entre a manutenção do património e a busca do amor.
O filme foi estreado comercialmente em Portugal no dia 16 de novembro de 2006. Foi o quarto filme português mais visto nas salas de cinema do país em 2006, obtendo um total de 12.353 espetadores.

## Sinopse
A ação decorre durante o final do século XIX em Portugal.
D. Ana Catarina, uma jovem aristocrata, regressa do Brasil com o seu pai, D. António, e a ama Mariana para o casamento com um homem que não conhece e de quem não gosta. No dia do matrimónio, D. Ana Catarina fica viúva e órfã, herdando assim o solar de Silgueiros e mais algumas centenas de terras vitícolas. A esta jovem viúva, agora herdeira de uma grande fortuna, pretendentes não faltam na região: o Conde de Fallorca, o Capitão Malaparte e o britânico Williamson. No entanto, D. Ana Catarina está apaixonada por Adriano, um formoso camponês, cujo amor é-lhe desencorajado pela ama.
Orquestrando a vida da aristocrata, Mariana aconselha-a a casar-se com alguém da sua condição social. Assim, D. Ana Catarina encontra-se disputada por vários aristocratas. Casa, mas depressa enviuva vezes sem conta. Com a ajuda da sua ama, desfaz-se dos seus maridos quando eles não demonstram corresponder às suas necessidades de atenção e respeito. Mariana esmaga copos de cristal num almofariz e adiciona-os a terrinas de sopa antes de serem servidas. Entretanto, Adriano aceita ser o amante secreto da aristocrata, até se aperceber que o casamento nunca será uma possibilidade. O camponês desaparece misteriosamente, deixando D. Ana Catarina num estado de prostração que a leva a aceitar partir para um quarto matrimónio.
Anos mais tarde, ao regressar ao solar, D. Ana Catarina recebe a notícia de que o seu amado Adriano havia regressado riquíssimo e feito barão por el-Rei.

## Elenco
- Bianca Byington, como D. Ana Catarina de Silgueiros.[6]
- Cucha Carvalheiro, como Mariana.[8]
- José Raposo, como Abade.
- Rogério Samora, como Capitão Eugénio Malaparte.
- Ricardo Pereira, como Adriano.
- Diogo Dória, como Conde Gastão de Fallorca.
- Anton Skrzypiciel, como Williamson.
- Helena Vieira, como Cantora de Ópera.
- Filomena Cautela, como Miquelina.
- Vítor Espadinha, como Lourenço.
- João Maria Pinto, como Dr. Melo.
- Luís Mascarenhas, como Dr. Santana.
- Carlos Martins Medeiros, como D. Francisco.
- Carlos Nabais, como Manuel.
- Pedro Lacerda, como D. Jorge.
- José Pedro Ramos, como Justino.

## Equipa técnica
- Realização: José Fonseca e Costa[8]
- Argumento: José Fanha, João Constâncio, José Fonseca e Costa, Mário de Carvalho e Augusto Sobral[9]
- Produtor: Paulo Branco[10]
- Direção de produção: Cristina Soares
- Direção de fotografia: Acácio de Almeida
- Iluminação: Artur Santana
- Decoração e figurinos: Isabel Branco
- Maquilhagem: Ana Lorena e Íris Peleira
- Montagem: Bob Williams e Nelson Cravo
- Música: Thomas Bloch
- Som: Vasco Pedrosa

## Produção
Esta comédia é uma coprodução de Portugal e Brasil entre as companhias Clap Filmes e Plateau Produções. Contou com a participação financeira do Instituto do Cinema, Audiovisual e Multimédia, RTP, Programa Ibermedia e da Agência Nacional do Cinema. O processo de produção de Viúva Rica Solteira Não Fica foi longo, tendo a primeira candidatura a financiamento surgido em 1998. O filme passou pela alçada de vários produtores, até que Paulo Branco integrou o projeto. A rodagem decorreu durante o último trimestre de 2005.

## Temas e estética
A longa-metragem propõe uma reconstrução satírica e tipificada da sociedade do final do século XIX em Portugal, demonstrando um sentido particularmente crítico de aspetos da moral conservadora e da hipocrisia do estilo de vida da alta-burguesia portuguesa. Neste ponto de vista, o argumento assume influências das novelas de Camilo Castelo Branco, cruzando-as com uma visão mais contemporânea de um romance policial. O prólogo do filme, pelo modo como apresenta as primeiras mortes, instaura desde logo o sentido de humor negro e de comédia de costumes desta obra.
Vários aspetos Viúva Rica Solteira Não Fica são considerados característicos da obra de José Fonseca e Costa, como o ritmo romanesco do argumento, o seu cuidado na direção de atores, capacidade de gestão dos limites de meios de produção. O cinéfilo José Manuel Costa denota que esta é a obra onde o realizador traça um retrato "mais cruel sobre a inutilidade dos homens e o fascínio pelas personagens femininas (...) poderosas, tanto sublimes e misteriosas, mais capazes e dignas do que qualquer outra personagem masculina do seu cinema".

## Distribuição
Viúva Rica Solteira Não Fica antestreou em Portugal a 30 de outubro de 2006, no Cine-teatro Monumental (Lisboa), uma sessão que contou com a presença da Presidência da República. No território português, o filme foi distribuído pela Leopardo Filmes, a partir de 16 de novembro do mesmo ano.
A Atalanta Filmes editou Viúva Rica Solteira Não Fica em DVD. A partir do dia 25 de setembro de 2020, a plataforma de streaming Filmin prestou homenagem a José Fonseca e Costa, ao adicionar seis dos seus filmes ao seu catálogo, entre os quais, Viúva Rica Solteira Não Fica.

### Festivais
Após a sua estreia em Portugal, o filme integrou os seguintes Festivais internacionais de cinema:
- Festival Cineport, Competição (Brasil, 2007).
- Festival Internacional de Cinema do Funchal, Homenagem a José Fonseca e Costa (Portugal, 2007).
- Romance in Can Film Festival Miami (E.U.A., 2008).
- Fantasporto (Portugal, 2009).[19]

## Receção

### Audiência
Viúva Rica Solteira Não Fica foi a quarta película nacional mais vista nas salas de cinema no ano da sua estreia, obtendo um total de 12.353 espetadores.

### Crítica

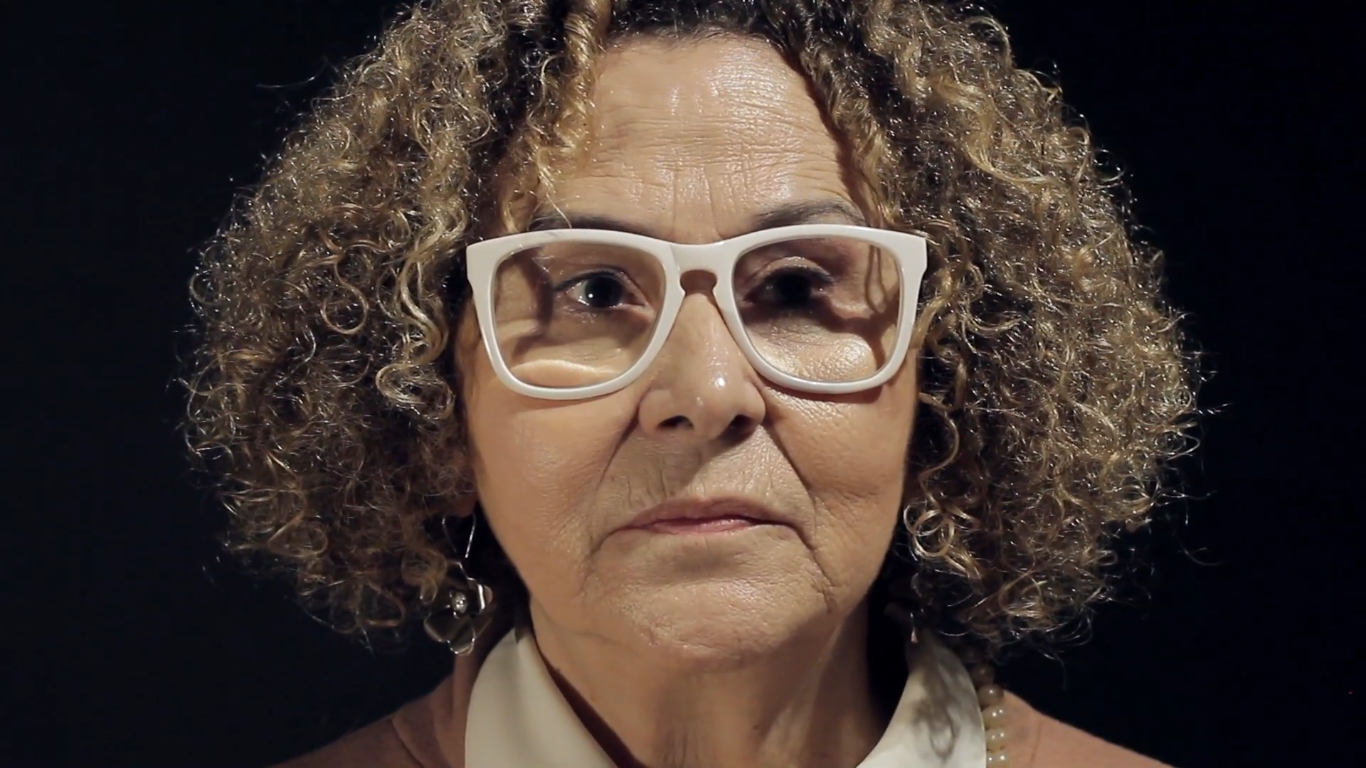
A qualidade da interpretação de Cucha Carvalheiro foi sinalizada pelos críticos.

De maneira geral, o filme contou com uma receção negativa por parte dos críticos de cinema. Mário Jorge Torres (Ípsilon) atribuiu 2 estrelas (de 5) à longa-metragem, valorizando a interpretação de Cucha Carvalheiro ("porventura o seu melhor desempenho em cinema"), mas apontando para problemas estruturais no guião: "acaba por entrar num repetitivo tom de círculo vicioso, sem novidades, nem grande tensão dramática. Habituamo-nos à rábula, começamos a sentir o peso do tempo e a narrativa escorrega para uma espécie de seriado televisivo, agradável, mas rotineiro." José Geraldo Couto, colunista na Folha de S. Paulo descreve uma sensação de déjà-vu ao ver o filme, considerando-o mesmo um passo atrás na filmografia de José Fonseca e Costa, uma vez que "a intenção satírica raramente vai além do estereótipo e da caricatura, como a do padre glutão e mulherengo, que cochila com a taça de vinho na mão enquanto uma cantora lírica solta seus trinados numa festa". Jorge Leitão Ramos escreve no Expresso que apesar de se notar a perícia técnica de José Fonseca e Costa, o filme carece de ritmo, "nomeadamente por parte da protagonista – a brasileira Bianca Byington – na revelação de uma chama interior que admitimos mais do que apercebemos. Ela é uma mulher de terramotos, só vemos alguns estremecimentos..." Yvette Vieira (Revista Yvi)  concorda que apesar de estar longe de se considerar uma obra-prima do cinema de Fonseca e Costa, Viúva Rica Solteira Não Fica "é um filme acima de tudo que entretem com grande estilo."
Viúva Rica Solteira Não Fica foi um dos títulos nomeados para a categoria de melhor filme dos Globos de Ouro (Portugal).